# Boophis fayi
Boophis fayi es una especie de anfibio anuro de la familia Mantellidae.

## Distribución geográfica
Esta especie es endémica de Madagascar. Habita en las reservas de Betampona y Makira. Vive en la selva tropical de las tierras bajas.

## Descripción
El holotipo masculino mide 33.9 mm de longitud. Las 5 muestras observadas en la descripción original tienen una longitud total de entre 30.7 mm y 42.0 mm.

## Etimología
Esta especie lleva su nombre en honor a Andreas Norbert Fay, en reconocimiento a su participación en la investigación y protección de la biodiversidad a través de la iniciativa BIOPAT.

## Publicación original
- Köhler, Glaw, Rosa, Gehring, Pabijan, Andreone & Vences, 2011 : Two new bright-eyed treefrogs of the genus Boophis from Madagascar. Salamandra, vol. 47, p. 207-221[4]